# World Games 2025/Teilnehmer (Algerien)
| Gelbes Symbol für Goldmedaillen mit stilisierten Olympischen Ringen | Graues Symbol für Silbermedaillen mit stilisierten Olympischen Ringen | Braundes Symbol für Bronzemedaillen mit stilisierten Olympischen Ringen |
| ------------------------------------------------------------------- | --------------------------------------------------------------------- | ----------------------------------------------------------------------- |
| —                                                                   | —                                                                     | —                                                                       |

Algerien nahm an den World Games 2025 mit zwei Athletinnen teil.

## Teilnehmer nach Sportarten

### Karate

#### Kumite
| Athleten      | Wettbewerb       | Vorrunde           | Vorrunde | Halbfinale     | Halbfinale | Finale/Platz 3                 | Finale/Platz 3 | Rang |
| Athleten      | Wettbewerb       | Gegner             | Erg.     | Gegner         | Erg.       | Gegner                         | Erg.           | Rang |
| ------------- | ---------------- | ------------------ | -------- | -------------- | ---------- | ------------------------------ | -------------- | ---- |
| Frauen        |                  |                    |          |                |            |                                |                |      |
| Cylia Ouikene | Klasse bis 50 kg | Moldir Zhangbyrbay | 0:4      | Sara Bahmanyar | 3:4        | Kampf um Bronze: Ema Sgardelli | 3:6            | 4    |
| Cylia Ouikene | Klasse bis 50 kg | Wang Junhui        | 2:0      | Sara Bahmanyar | 3:4        | Kampf um Bronze: Ema Sgardelli | 3:6            | 4    |
| Cylia Ouikene | Klasse bis 50 kg | Yorgelis Salazar   | 3:1      | Sara Bahmanyar | 3:4        | Kampf um Bronze: Ema Sgardelli | 3:6            | 4    |

### Kickboxen
| Athleten          | Wettbewerb   | Viertelfinale  | Viertelfinale | Halbfinale    | Halbfinale    | Finale        | Finale        | Rang |
| Athleten          | Wettbewerb   | Gegner         | Erg.          | Gegner        | Erg.          | Gegner        | Erg.          | Rang |
| ----------------- | ------------ | -------------- | ------------- | ------------- | ------------- | ------------- | ------------- | ---- |
| Frauen            |              |                |               |               |               |               |               |      |
| Belkise Mechraoui | K1 bis 60 kg | Valence Bickel | 0:3           | ausgeschieden | ausgeschieden | ausgeschieden | ausgeschieden | 5    |